# Гайсина, Марфуга Нуриевна
Марфуга Нуриевна Гайсина (29 декабря, 1911 года, деревня Удрякбаш, Благоварского района, Уфимской губернии (ныне Республика Башкортостан) — 15 декабря, 1984 года, Уфа) — врач-психиатр, организатор психиатрической службы в Башкирской АССР. Ветеран Великой Отечественной войны. Доктор медицинских наук (1969), профессор (1970). Заслуженный врач Башкирской АССР (1957). Кавалер ордена Трудового Красного Знамени (1957).

## Биография
Марфуга Гайсина родилась в 1911 году в семье крестьянина-башкира Нури Гайсина. Начальное образование получила в деревенском медресе. Окончила среднюю школу в городе Уфе.
В 1936 году окончила 1-й медицинский институт в Москве.Трудовую деятельность начала в качестве врача в городе Воронеже.
С 1937 года вернулась в Уфу, начала работать врачом в Республиканской психиатрической больнице.
В 1932 году в Уфе был открыт Башкирский государственный медицинский институт. В 1937 году в Уфу приехал из Ленинграда будущий профессор И. Ф. Случевский, и Марфуга Гайсина стала его первым клиническим ординатором по психиатрии. Здесь была организована первая в СССР научная лаборатория по изучению эпилепсии.
В 1937—1979 годах Марфуга Нуриевна преподает в Башкирском государственном медицинском институте.
В 1941—1945 годах работает в эвакогоспитали, разместившемся в некоторых корпусах психиатрической больницы. С 1941 года была начальником санитарной службы Уфимского военного пехотного училища.
Не оставляла без внимания и психиатрическую больницу в Уфе, возглавляемую И. Ф. Случевским. Психиатры разработали свою методику реабилитации пациентов с черепно-мозговыми травмами.
В 1953 году Марфуга Гайсина защитила диссертацию на ученую степень кандидата медицинских наук по психиатрии. Наряду со И. Ф. Случевским она занималась организацией психиатрической службы в Башкирской АССР, до 1960-х годов, до открытия психиатрической лечебницы в городе Стерлитамаке психиатрическая больница в Уфе оставалась единственным подобным учреждением в республике .
В 1970 −1980 годы- заведующая кафедрой психиатрии Башкирского государственного медицинского института .
М. Н. Нуриева активно работала в научно-исследовательной лаборатории по эпилептологии. Несколько лет возглавляла психиатрическую службу в министерстве здравоохранения Башкирской АССР, занималась организацией психиатрических лечебниц в республике, внесла большой вклад в подготовку специалистов по психиатрии.
В 1976 году по предложению Марфуги Гайсиной была создана региональная секция Общества невропатологов и психиатров.
На своих лекциях и практических занятиях она всегда обращала особое внимание на развитие клинического мышления, основанного на принципах врачебной этики.
В 1969 году Марфуга Нуриевна Гайсина защитила докторскую диссертацию на тему: «Роль почечной патологии в возникновении некоторых расстройств психической патологии».
Профессор М. Н. Гайсина обращала особое внимание на глубокий анализ клинических случаев с учетом всех тонкостей.
Сфера научного интереса М.Гайсиной: нервные и психические расстройства, связанные с черепно- мозговыми травмами, заболеваниями почек, стафилоккоковывм хроносепсисом.
Автор и соавтор более 150 научных работ.
Марфуга Нуриевна Гайсина умерла в Уфе 15 декабря 1984 года.

## Награды
- Заслуженный врач Башкирской АССР(1957).
- Орден Трудового Красного Знамени (1957).

## Научные труды
Гайсина Марфуга Нуриевна // Журн. невропатологии и психиатрии. 1985. — Т. 85, вып. 8. — С. 1264.